# Gare de Jonava
 (août 2023).
Si vous disposez d'ouvrages ou d'articles de référence ou si vous connaissez des sites web de qualité traitant du thème abordé ici, merci de compléter l'article en donnant les références utiles à sa vérifiabilité et en les liant à la section « Notes et références ».
La gare de Jonava  (en lituanien : Jonavos geležinkelio stotis) est une gare ferroviaire située à Jonava en Lituanie.

## Histoire
La gare est construite en 1871.